# Donje Grbice
Donje Grbice (en serbe cyrillique : Доње Грбице) est un village de Serbie situé dans la municipalité d’Aerodrom (Kragujevac), district de Šumadija. Au recensement de 2011, il comptait 504 habitants.

## Démographie
| 1948  | 1953  | 1961 | 1971 | 1981 | 1991 | 2002 | 2011 |
| ----- | ----- | ---- | ---- | ---- | ---- | ---- | ---- |
| 1 128 | 1 078 | 965  | 783  | 711  | 623  | 557  | 504  |

|  |